# Нападиевич, Миколай
Миколай Нападиевич (также Миколай Нападиевич, эдлер фон Венцковский — пол. Mikołaj Napadiewicz Edler von Więckowski; Миколай Нападиевич-Вєнцковский; 9 марта 1779, Увисла — 11 апреля 1845, Львов) — польский юрист, декан и ректор Львовского университета, почётный гражданин Львова.

## Биография
Происходил из простой крестьянской семьи. Среднее образование получил в Збараже. Изучал право во Львовском университете, а в 1807 году получил степень доктора права в Ягеллонском университете. В 1810—1828 годах работал адвокатом в благородном суде во Львове. С 1813 года связал свою деятельность со Львовским университетом, где получил степень доктора философии (1817). Преподавал на двух факультетах: права (естественное, народов и уголовное) и философии, где трижды был деканом. В 1828—1829 годах был ректором Львовского университета. В 1811 году женился на Францишке из Холецких, с которой имел двух сыновей: Эдварда (умер в 1881, советник Высшего Трибунала в Вене) и Александра (доктор права). Купил себе земельную собственность, а император Фердинанд предоставил ему диплом шляхетства.
Умер во Львове, похоронен в родовом имении в с. Венцковичи (ныне Вербовка, Самборский район, Львовской области).

## Награды
- Почетный гражданин Львова (1823)[1]
- Дворянский титул первой степени (1834)